# Veranstaltungsverwaltungssystem
Ein Veranstaltungsverwaltungssystem (VVS) bzw. Event-Management-System (EMS) ist ein Softwaresystem zur Verwaltung von Veranstaltungen, der Besucher und verbundener Prozesse.

## Bestandteile
Unter die relativ neue Gruppe der Veranstaltungsverwaltungssysteme fallen meist baukastenartig aufgebaute Systeme, die mit Modulen die manuellen Prozesse bei Veranstaltungen abbilden und somit den Aufwand für die Agenturen verringern. 
Der Aspekt der Kostensenkung dürfte die treibende Kraft sein, dass prozessoptimierende Software nun auch diesen, doch eher kleinen aber umsatzstarken, Markt erreicht hat.

## Übliche Module bei Veranstaltungsverwaltungssystemen
- Abrechnung (Kostenstellenverrechnung, Prepaid, Selbstzahler)
- Agendamanagement
- Akkreditierung
- Anwesenheitsdokumentation
- Budgetierung
- Catering
- Dienstleister extern
- Dienstleister intern
- Displayansteuerung
- Delegation von Aufgaben: Einbindung von Reisebüros und Hotels in das EMS
- Einladungsmanagement
- Hauptversammlung via Internet
- Informationsmaterial (Verwaltung und Versand)
- individuelle Sitzplatz- und Raumverwaltung
- Kommunikationsmodule
- Kontingentverwaltung mit Online-Buchung
- Mitarbeitermanagement
- Online-Ausschreibungen (RFPs)
- Parkplatzverwaltung
- personalisierte Services während des Events (RFID, Barcode)
- Planer z. B. für Hochzeiten
- Referentenmanagement
- Rollen und Rechte, z. B. „welcher Teilnehmer sieht welche Agenda“
- Statistiken
- VIP & Personenschutz
- Wegeleitsysteme
- Wissenschaftliche Services (Konferenzbeiträge, Peer-Review)
- Zutrittskontrolle (RFID, Barcode, Sichtkontrolle)